# Direction générale de l’Aviation civile
Die Direction générale de l’Aviation civile, abgekürzt DGAC; deutsch Zivilluftfahrtbehörde, ist die französische Aufsichtsbehörde für die zivile Luftfahrt mit Hauptsitz in Issy-les-Moulineaux, einem Vorort von Paris.
Sie untersteht dem französischen Umweltministerium. Sie ist vergleichbar mit dem Luftfahrt-Bundesamt in Deutschland und besonders für verschiedene Funktionen in Bezug auf die zivile Luftfahrt zuständig, wie zum Beispiel für:
- die Flugsicherung, durchgeführt durch die DGAC-Unterorganisation "Direction des Services de la Navigation Árienne (DSNA)[3]
- die Unterstützung von Forschung und Entwicklung im Bereich des Flugzeugbaus
- die Einstufung von Luftfahrzeugen
- Prävention; die DGAC gewährleistet nicht nur die Sicherheit von Menschen, sondern ist auch zuständig für die Minderung von Umweltschäden, die durch den Luftverkehr verursacht werden
- Vertreter der DGAC sitzen im Lenkungsausschuss der Groupe d’études et d’informations sur les phénomènes aérospatiaux non identifiés (GEIPAN, deutsch Studiengruppe für Informationen über nicht identifizierte Luft- und Raumfahrtphänomene)

## Geschichte
Die DGAC wurde 1946 als Secrétariat Général à l’Aviation Civile (SGAC) vom Ministerium für Verkehr und öffentliche Arbeiten gegründet und 1976 umfassend reorganisiert und umbenannt. Der erste Generalsekretär der neu gegründeten Organisation war Max Hymans (1900–1961) im Dezember 1945. Von 1971 bis 1976 war der Generalsekretär Maurice Grimaud.
Nach der Abschaffung des Postens des Generalsekretärs im französischen öffentlichen Dienst im Jahr 1976 wurde der SGAC in DGAC umbenannt. Nachfolgende Generaldirektoren waren Michel Bernard (1993) und Michel Wachenheim (2002-7).
Die DGAC erhebt eine Zivilluftfahrtsteuer auf mehrere Flüge, die von Frankreich aus durchgeführt werden.
1993 zog der Hauptsitz der Organisation von 93 Boulevard du Montparnasse, wo sie seit ihrer Gründung im Jahr 1946 ansässig war, an ihren heutigen Standort in der Rue Henry-Farman um.
2013 gründete die DGAC zusammen mit der ENAC die DSNA Services, die 2019 in France Aviation Civile Services umbenannt wurde, ein Sachverständigenbüro für den Verkauf von französischem Know-how in den Bereichen Vorschriften, Luftverkehrssicherheit und Flugsicherung.

## Zwischenfälle
- Am 11. Januar 1963 flog eine Lockheed L-749A Constellation mit dem Luftfahrzeugkennzeichen F-BAZM der damals noch Secrétariat Général à l’Aviation Civile genannten DGAC bei Périllos im Département Pyrénées-Orientales, etwa 22 Kilometer von Perpignan entfernt, in die Flanke des kleinen Bergs Mont Lapalme. In einer Höhe von nur 700 Metern flog die Maschine bei Nebel frontal in den Berggipfel. Das Flugzeug befand sich auf einem Trainingsflug vom und zum Flughafen Toulouse-Francazal. Bei diesem Controlled flight into terrain (CFIT) wurden alle 12 Besatzungsmitglieder getötet.[8][9]

## Belege
1. ↑  Implantation de nos services à Paris. Direction générale de l’Aviation civile, abgerufen am 10. Januar 2010, nicht mehr online verfügbar.
2. ↑  La DGAC accepte de surveiller le bruit des avions. Le Parisien, 4. April 2002, abgerufen am 10. Januar 2010.
3. ↑  DGAC/DSNA - The French Air Navigation Service Provider. In: https://dsna.fr/. DGAC, abgerufen am 6. September 2024 (englisch).
4. ↑  DGAC archives. Archiviert vom Original am 4. März 2016; abgerufen am 24. August 2017 (französisch).
5. ↑  Ministère de la Transition Écologique et de la Cohésion des Territoires. Abgerufen am 1. März 2024 (französisch).
6. ↑  Plaque on the present DGAC building
7. ↑  ENAC Alumni: France Aviation Civile Services prend son envol ! Abgerufen am 1. März 2024 (französisch).
8. ↑  Peter J. Marson: The Lockheed Constellation (2 Bände). Air-Britain (Historians), Tonbridge, 2007, ISBN 0-85130-366-8, S. 445.
9. ↑  Flugunfalldaten und -bericht L-749A F-BAZM  im Aviation Safety Network (englisch), abgerufen am 25. Januar 2022.